# Castillo de Lissingen
El castillo de Lissingen, cerca del río Kyll, es un castillo medieval alemán con foso bien preservado en la actualidad. Fue construido en el siglo XIII cerca de Gerolstein en el distrito administrativo de Vulkaneifel, que forma parte del estado federado de Renania-Palatinado. 
El castillo se halla en las afueras de Lissingen y está circundado por el río Kyll. Visto desde fuera, el castillo parece constar de un solo edificio. Dentro del edificio se pueden apreciar una parte superior y otra inferior. Debido a una distribución de los bienes en el pasado, actualmente el castillo es propiedad de dos personas. El castillo de Bürresheim, el castillo de Eltz y el de Lissingen son los únicos castillos a la orilla izquierda del Rin en el estado de Renania-Palatinado que no han sido nunca destruidos.
El castillo de Lissingen es un bien cultural protegido por la convención de La Haya.